# 道格拉斯陨击坑
道格拉斯陨击坑（Douglass）是火星陶玛西亚区的一座个陨石坑，中心坐标为南纬51.8度、西经70.6度，是直径约94公里，其名称取自美国天文学家安德鲁·埃利科特·道格拉斯，1973年被国际天文联合会正式批准接受.

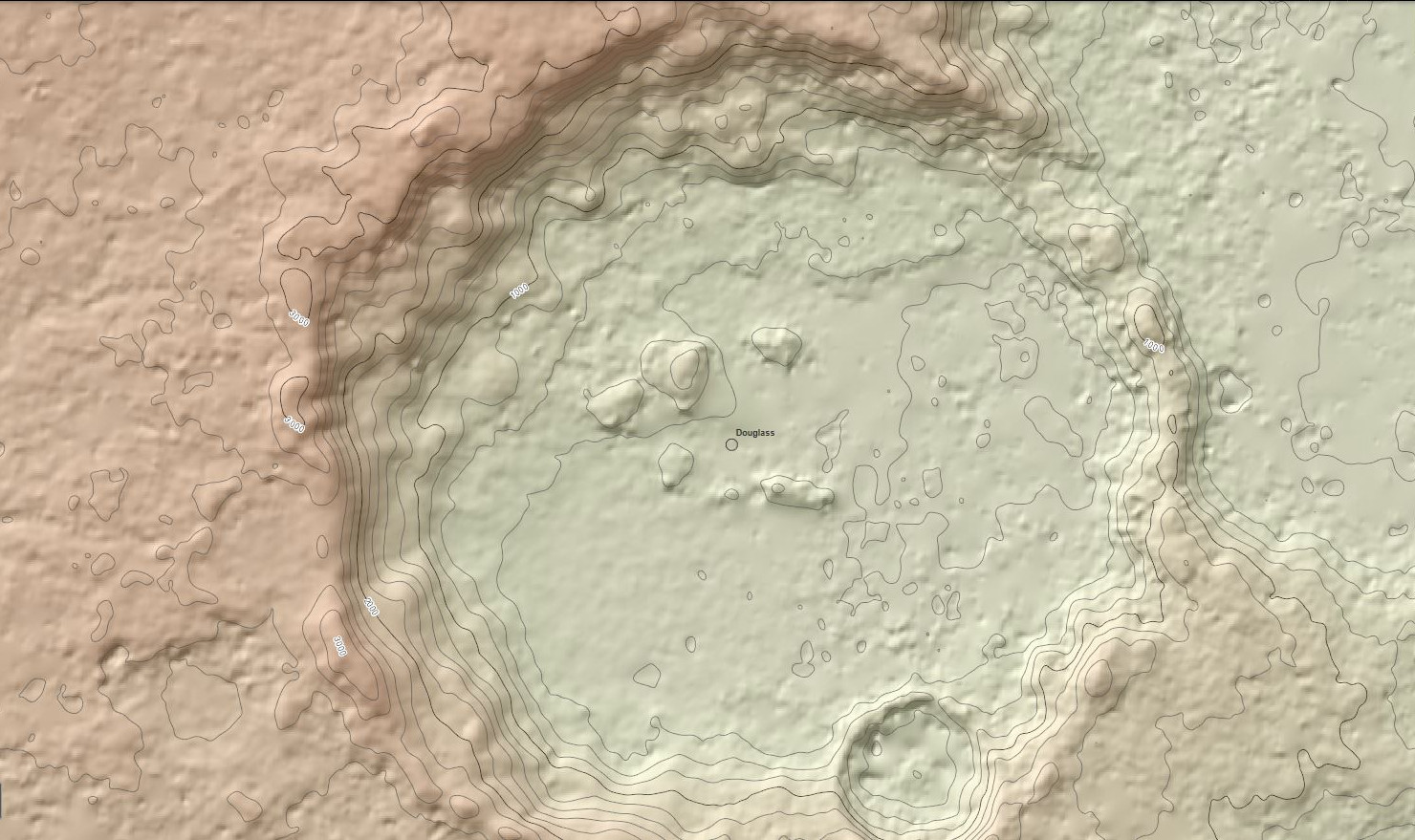
使用火星轨道器激光高度计数据绘制的地形图，该地图显示了道格拉斯陨击坑相对于火星大地水准面的高度。

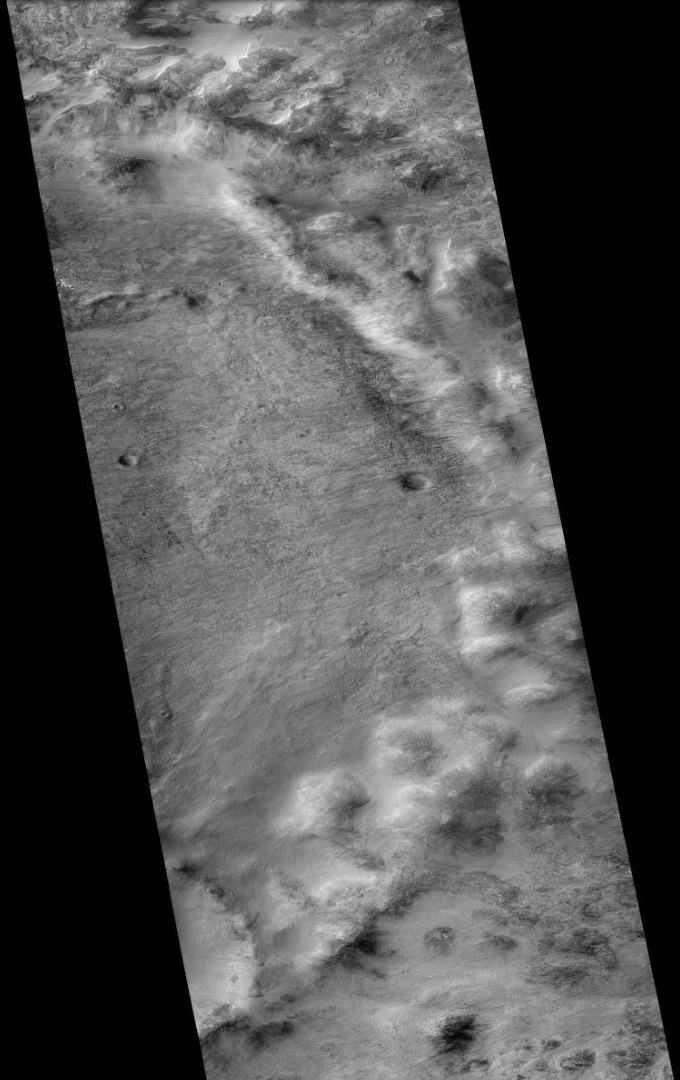
火星勘测轨道飞行器背景相机拍摄的道格拉斯陨击坑东侧。

## 另请查看
- 火星撞击坑